# Друга філльмергенська війна
Тоггенбурзька війна (нім. Toggenburgerkrieg), також відома як Друга філльмергенська війна (нім. Zweiter Villmergerkrieg) або Громадянська війна у Швейцарії 1712 року — швейцарська громадянська війна часів Старої конфедерації, що тривала з 12 квітня по 11 серпня 1712 року. Католицькі центральношвейцарські кантони та абатство Святого Галла воювали проти протестантських кантонів — Берну та Цюриху, а також абатських підданих Тоггенбургу. Конфлікт був одночасно релігійною війною, війною за гегемонію в Конфедерації та повстанням підданих. Війна завершилася перемогою протестантів, перехитнувши баланс політичної влади в Конфедерації.

## Передумови
Війна виникла через протистояння між князем-абатом Санкт-Галленським Леодегаром Бюргіссером та його протестантськими підданими в графстві Тоггенбург. З 1460 року це графство належало Імперському абатству Святого Галла, але з 1436 року за «земським правом» паралельно перебувало під протекцією кантонів Гларус і Швіц. Після Реформації близько двох третин населення Тоггенбургу сповідували протестантизм, хоча в окремих громадах реформати не становили абсолютної більшості. Під час передачі влади над Тоггенбургом до абатства князь-абат і представники Цюриха й Берна запевнили реформатів у дотриманні принципу вільного віросповідання. Однак у рамках Контрреформації абати не полишали спроб повернути Тоггенбург до католицтва: навіть у громадах із переважно реформатським населенням вони посилювали становище католиків і зводили нові храми, припинивши практику спільного користування парафіяльними церквами.
У XVII столітті князі-абати зі своїми ландесгофмайстрами почали суворіше підпорядковувати абатські суверенні території, впроваджуючи в них риси модерного адміністративного устрою за абсолютистськими стандартами того часу. Це призвело до конфліктів через втручання абатської влади у справи протестантського духовенства. Так, 1663 року губернатор Тоггенбургу в Ліхтенштайгу Вольфганг Фрідріх Шорно засудив реформатського вікарія Єремію Брауна до страти за нібито богохульство під час реформатської проповіді. Лише завдяки втручанню протестантського Аппенцеллю-Ауссерродену вирок змінили на вигнання. Чотири роки по тому, за підтримки своїх швейцарських союзників, громада Тоггенбургу домоглася від абата Галла Альта (1654—1687) усунення Шорно з посади.
У 1695 році в рамках Контрреформації сім католицьких кантонів Конфедерації разом із князем-абатом Санкт-Галлену уклали союз для порятунку католицизму від «некатолицької релігії». Аби зміцнити зв'язки між Імперським абатством і католицькою Центральною Швейцарією, у 1699 році Швіц запропонував князеві-абату Леодегару Бюргіссеру (1696—1717) прокласти нову дорогу через рік Рікенський перевал між Уцнахом і Ваттвілем. Ця дорога мала стратегічне та економічне значення для католицьких кантонів, адже дозволяла б у разі війни швидко перекидати католицькі війська до Тоггенбургу та Фюрстенланду.
1697 року, по завершенню «війни хрестів» з реформованим імперським містом Санкт-Галлен, князь-абат Леодегар Бюргіссер розпорядився, щоб жителі Ваттвіля відробляли панщину, проклавши дорогу через Рікенський перевал з боку Тоггенбургу. Ваттвільці відмовилися брати участь у будівництві, вбачаючи в цьому загрозу своїм релігійним свободам та фінансовому становищу. Унаслідок цього спалахнув серйозний конфлікт із абатом, який навіть ув'язнив ландвайбеля Йозефа Германна — найвищого магістрата Тоггенбургу — щоб придушити спротив. Оскільки Германн був католиком, його підтримали кантони-протектори, вступившись за Тоггенбург. На пропозицію ландесгофмайстра Фіделя фон Турна абат налагодив дипломатичні зв'язки зі Священною Римською імперією, внаслідок чого 1702 року було укладено договір про протекцію з імператором Леопольдом I Габсбургом. У 1706 році Леодегар Бюргіссер навіть удостоївся титулу імперського князя. Ці події загрожували перерости в конфлікт європейського масштабу та підірвати структуру й суверенітет Конфедерації: хоча Імперське абатство Святого Галла перебувало в її складі з 1451 року, воно фактично виходило з-під її контролю й тяжіло до австрійської сфери впливу, незалежність від якої швейцарці виборювали століттями. Особливо неприйнятним такий розвиток подій вважали обидва Аппенцеллі та Цюрих. Окрім того, Фюрстенланд, будучи четвертим за чисельністю населення членом Конфедерації, мав вагоме економічне значення для східної Швейцарії.
Тоггенбургці шукали та знайшли союзників передусім у своїх кантонах-протекторах — Швіці та Гларусі, із якими в 1703 та 1704 роках поновили своє земське право. Більше того, протестантські осередки Цюриха та Берна дедалі більше підтримували їх. У 1707 році вони звернулися до князя-абата з пропозицією медіації, що передбачала надання Тоггенбургу широкої автономії, однак Бюргіссер до неї не долучився. Відтак розпочалася низка подій, які зрештою призвели до війни.

## Ескалація кризи

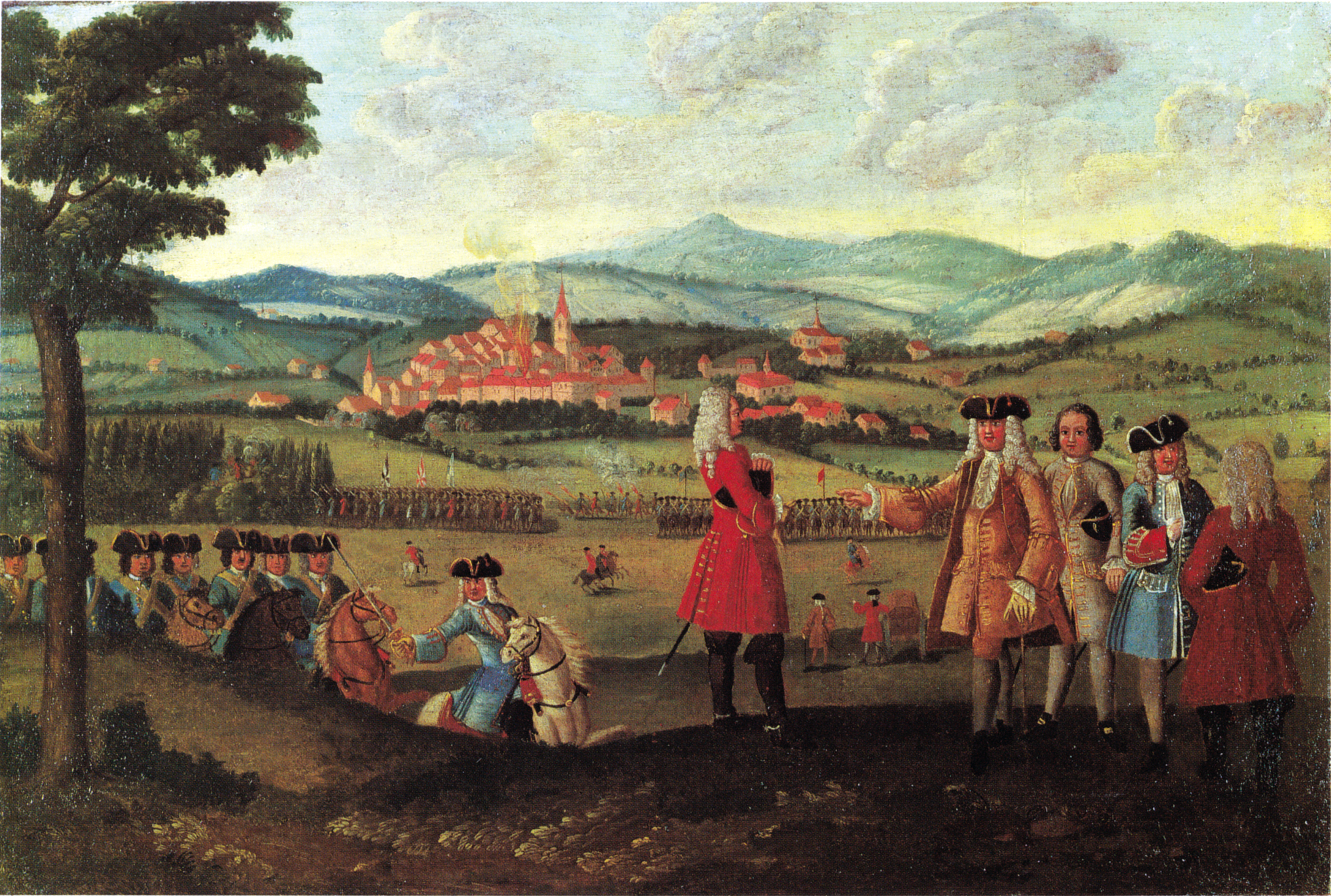
Обстріл Віля 21 травня 1712 року цюрихською та бернською артилерією

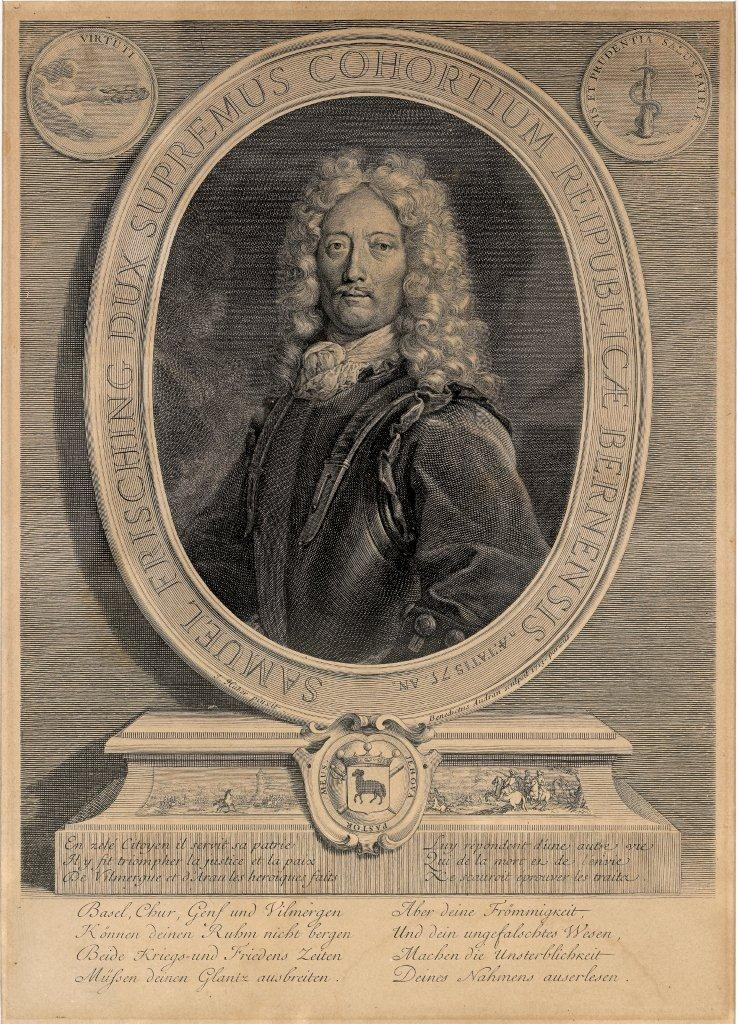
Самуель Фрішинг II, генерал бернських військ у другій битві під Філльмергеном

Перший крок до ескалації зробили тоггенбургці за згоди Берну й Цюриху: 23 березня 1707 року на ландсгемайнді у Ваттвілі вони ухвалили проєкт конституції, яка надавала Тоггенбургу автономію, водночас визнаючи суверенітет Імперського абатства Санкт-Галлен. Цей крок наслідував аппенцелльську традицію прямої демократії. Усі абатські магістрати разом із губернатором були відсторонені, була проголошена свобода віросповідання — це прямо загрожувало інтересам католицьких кантонів. Католицький протектор Швіц перейшов на бік абата, і конфлікт набув виразно релігійного характеру. Конфедерація розділилася за конфесійною ознакою: одні стали на бік князя-абата, інші — на бік тоггенбурзьких реформатів. Спроби імперських і французьких посланців виступити посередниками не мали успіху, а реформатські кантони наполягали на владнанні конфлікту до кінця Війни за іспанську спадщину, аби зменшити ризик зовнішнього втручання.
Протистояння досягло апогею 1710 року, коли тоггенбургці за підтримки Цюриха взялися до зброї та захопили абатські фортеці в Лютісбурзі, Ібергу та Шварценбаху. Конфесійні розбіжності проклали межу й серед самих тоггенбургців — на поміркованих («Linde») та радикальних («Harte»). 1711 року деякі католицькі громади знову присягнули абату, але радикали силою окупували ці громади, абатські маєтності та монастирі в Магденау та Ной-Санкт-Йоганні; Берн і Цюрих не стали їм перешкоджати. Цей інцидент остаточно спонукнув князя-абата вдатися до військових контрзаходів, унаслідок чого криза поширилася на всю Конфедерацію.
13 квітня 1712 року Берн і Цюрих оприлюднили маніфест проти князя-абата Санкт-Галленського, відкрито ставши на бік тоггенбургців. У відповідь католицькі Люцерн, Швіц, Урі, Цуг і Унтервальден видали контрманіфест і взялися до зброї, здобувши підтримку Республіки Семи Десятин, а також своїх фогтств у Тічино та Вільних староствах. Натомість Берн і Цюрих заручилися союзом Женеви, князівства Невшатель та його союзників у Базельському князь-єпископстві — Біля, Мутьє й Ла-Неввіля. Інші кантони лишалися нейтральними: католицькі Фрібур і Золотурн — з огляду на Берн і Францію; реформоване місто Санкт-Галлен було відрізане абатськими володіннями; Гларус опинився в глибокому внутрішньому розколі. Три ліги, які за договором 1707 року з Цюрихом піднялися на бік реформатів, утрималися від участі в боях.

## Перебіг війни
Оскільки Берн і Цюрих давно готувалися до війни, вони перейшли в наступ. 26 квітня Берн розпочав першу фазу воєнних дій: його передові загони переправилися через річку Ааре в Штіллі, щоб підтримати Цюрих в окупації Тургау та нападі на абатські володіння. У середині травня близько 3000 цюрихців, 2000 бернців, 2000 тоггенбургців і 1800 протестантів із Тургау рушили на Фюрстенланд. Вони напали на абатське місто Віль, яке було взято 22 травня після короткої облоги. Союзники рушили далі на Санкт-Галлен і захопили абатство Святого Галла та фогтство Райнталь. Абат утік до Нойравенсбурга — володіння на північ від Боденського озера, яке абатство придбало 1699 року. П'ять католицьких кантонів зайняли Рапперсвіль, проте спочатку залишили абата без підтримки. Згідно з військовим правом того часу, абатство та його майно передали під військову адміністрацію, а рухоме майно й скарби відправили до Берна й Цюриха.

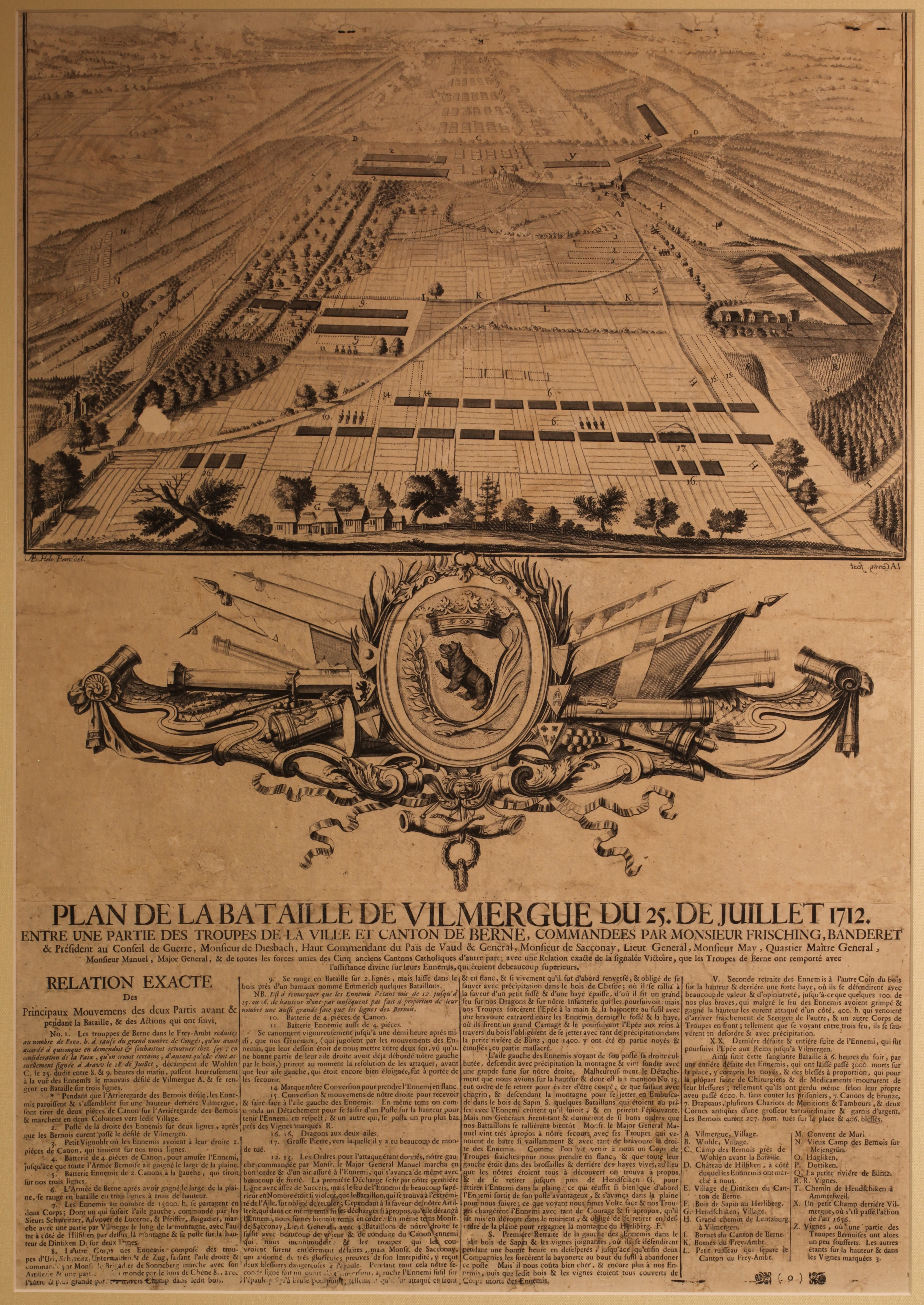
План другої битви під Філльмергеном

Так само, як і в Першій філльмергенській війні, Ааргау стало головним театром бойових дій. П'ять католицьких кантонів захопили міста Баден, Меллінген і Бремгартен разом із їхніми стратегічними бродами, загрожуючи вклинитися між Цюрихом і Берном. Бернці негайно перейшли в контрнаступ під проводом генерал-майора Жана де Саконе. 22 травня війська зійшлися в бою біля Меллінгена в Баденському графстві; перемога дісталася бернцям, які оволоділи містом. 26 травня вони здобули перемогу в битві при Фішбаху та взяли Бремгартен. Об'єднавшись із цюрихськими загонами, бернці рушили на Баден, який був змушений здатися 1 червня. Фортецю Штайн, споруджену в католицькому місті після Першої філльмергенської війни всупереч протестам реформованих кантонів, одразу ж розібрали на знак перемоги протестантів. Берн і Цюрих успішно запобігли спробі п'ятьох кантонів розділити їх в Ааргау. П'ять кантонів розпочали мирні переговори 3 червня, а 18 липня 1712 року в Аарау Цюрих, Берн, Люцерн і Урі підписали договір, за яким ці п'ять кантонів втрачали свою частку в спільних володіннях Баденського графства та частково у Вільних староствах.
Друга, значно кривавіша фаза війни розгорілася після того, як ландсгемайнди Швіцу, Цугу та Унтервальдену, під впливом папського нунція Джакомо Карачоло, відкинули Аарауський договір. У Люцерні та Урі народ також вимагав від урядів знову взятися до зброї проти протестантських кантонів. 20 липня війська п'яти кантонів завдали першого удару по бернських загонах у Зінсі, які відступили до Мурі, щоб долучитися до головного гарнізону Берну (битва під Зінсом). 22 липня війська Швіцу й Цугу невдало штурмували редути цюрихців у Ріхтерсвілі та Гюттені. А 25 липня Філльмерген знову став ареною вирішальної битви: близько восьми тисяч бернських вояків під командуванням Самуеля Фрішинга II, Ніклауса фон Дісбаха та Жана де Саконе протистояли дванадцяти тисячам солдатів Центральної Швейцарії під проводом Франца Конрада фон Зонненберга та Людвіга Крістіана Пфіффера. Довготривале протистояння було вирішене на користь реформатів внаслідок прибуття свіжого корпусу із Зеенгена й Ленцбурга, а також завдяки перевазі бернської артилерії. У цій битві загинуло близько двох тисяч католиків.
Після перемоги в другій битві під Філльмергеном бернці й цюрихці просунулися на люцернську територію та в землі Цугу, перейшли через перевал Брюніг в Унтервальдені та вийшли на Лінтську рівнину через Рапперсвіль. Це остаточно зламало спротив п'яти кантонів.

## Аарауський, або Четвертий земський мир
11 серпня 1712 року на Аарауському мирі, що став четвертим земським миром в історії Конфедерації, Берн і Цюрих закріпили своє панування над спільними володіннями. Таким чином політична гегемонія католицьких кантонів у спільних володіннях, усталена з 1531 року, добігла кінця. Це, водночас, означало й відновлення компромісного релігійного миру в Старій Конфедерації.
Територіальні умови миру були дещо жорсткішими порівняно з першою мирною угодою:
- Цюрих, Берн та Гларус зберегли у своєму володінні графство Баден і нижні Вільні староства, кордони яких проходили по лінії Оберлюнкгофен — Фарванген. Це гарантувало військове сполучення між Цюрихом й ааргауськими землями Берну та перешкоджало доступу католицьких кантонів до півночі.
- Рапперсвіль перейшов до Цюриху, Берну й Гларусу.
- Гурден (частина швіцького Фраєнбаха) став спільним володінням Цюриху та Берну.
- Берн долучився до спільного управління тих володінь, де раніше не мав частки: Тургау, фогтство Райнталь, графство Зарганс та верхні Вільні староства.
- У спільних володіннях і в Тоггенбурзі піддані зберегли право сповідувати як католицьку, так і протестантську віру.

Подальші територіальні претензії Цюриха на графства Уцнах, Гофе (втрачене під час Старої цюрихської війни) та фогтство Гастер не отримали підтримки Берну й інших кантонів.
Юридично Четвертий земський мир 1712 року припинив дію Другого каппельського земського миру 1531 року, підтвердженого Третім земським миром 1656 року. Відтоді протестантська церква формально здобула рівні перед законом права з католицькою — як у тагзатцунгу, так і в управлінні фогтствами. У ландфогтствах Тургау, Баден, Зарганс і Райнталь реформатські громади зберегли за собою свободу віросповідання під юрисдикцією Цюриху, а права католиків було гарантовано. Замість суто толерантного ставлення протестанти тепер користувалися повним рівноправ'ям із традиційно привілейованою католицькою конфесією. Для нагляду за дотриманням цих норм створили «комісію земського миру» (нім. Landfriedliche Kommission), до складу якої увійшли представники Цюриху, Берну, Люцерну та Урі.
29 травня Леодегар Бюргіссер, князь-абат Санкт-Галленський, зі своєю чернечою братією вирушив у вигнання до замку Нойравенсбург — резиденції одного з санкт-галленських володінь на північ від Ліндау. Цюрих і Берн окупували Фюрстенланд та спільно керували ним. Багато монастирського рухомого майна, що залишилося в Санкт-Галлені, зокрема частина архіву та бібліотека, було вивезено до Берна й Цюриха. Вважаючи це грубим порушенням прав Імперського абатства та загрозою католицькій вірі в Тоггенбурзі, Бюргіссер добився укладення Роршахського миру, остаточно затвердженого 28 березня 1714 року після низки переговорів із Цюрихом і Берном. Після смерті Бюргіссера його наступник, Йозеф фон Рудольфі, 16 червня 1718 року підписав Баденський мир, що повернув Імперському абатству Санкт-Галлен його володіння над Тоггенбургом та підтвердив його автономію й свободу віросповідання.
Цюрих та Берн ратифікували мир 11 серпня 1718 року. Попри те, що папа Климент XI невдовзі засудив його в листі, це вже не вплинуло на врегулювання конфлікту. Абат фон Рудольфі повернувся до монастиря в Санкт-Галлені 7 вересня 1718 року після шестирічного вигнання. 23 березня 1719 року йому вдалося повернути значну частину бібліотеки, вивезеної до Цюриха на початку війни. У 1721 році до Санкт-Галлена повернули ще низку предметів із бернських трофеїв. Водночас кілька цінних експонатів монастирської бібліотеки залишилися в Цюриху — серед них рукописи, полотна, астрономічні прилади та Санкт-Галленський глобус. Суперечка щодо культурних цінностей між Цюрихом і Санкт-Галленом спалахнула наново в 1990-х роках, але зрештою була врегульована мирно у 2006 році.
Ворожнеча між Тоггенбургом та Імперським абатством Святого Галла загострювалася аж до ліквідації монастирської держави 1798 року — на тлі вбивства двох абатських магістратів у 1735 році й безрезультатної конференції у Фрауенфельді 1739 року.